# Linckia laevigata
Linckia Laevigata (popularmente conhecida como estrela-do-mar-azul) é uma espécie de estrela do mar (classe Asteroidea) da ordem Valvatida.

## Habitat

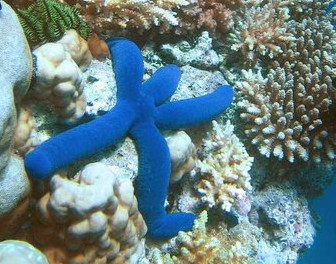
Linckia laevigata em um recife de coral.

Ela habita nas águas rasas da tropical do Indo-Pacífico, geralmente em recifes de coral, não é uma espécie muito rara.

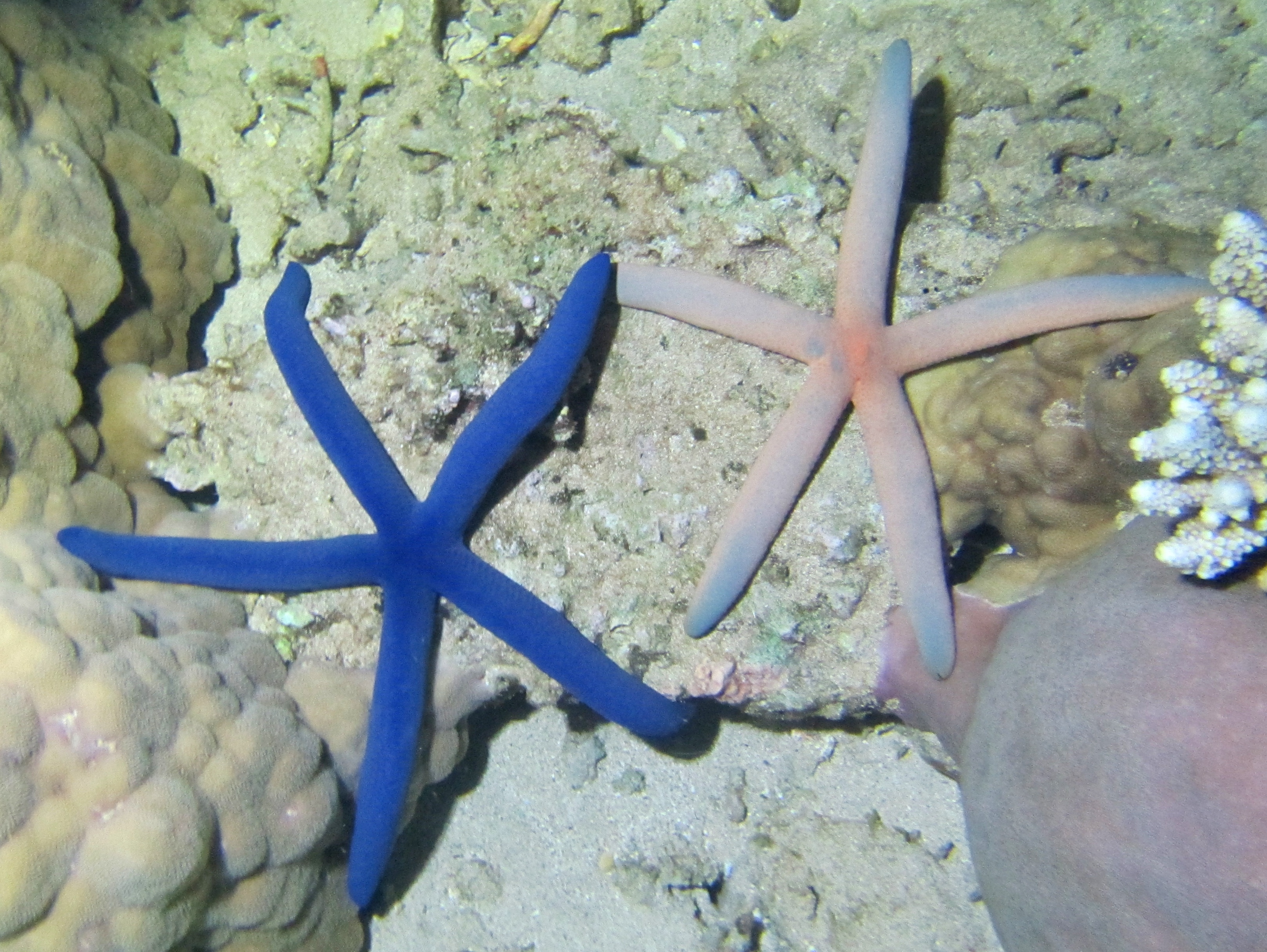
Esta estrela é freqüentemente azul mas às vezes rosa.